# Мариамна
Вижте пояснителната страница за други личности с името Мариамна.
Мариамна (Mariamne, Mariamme; * 54 пр.н.е., † 29 пр.н.е.) е принцеса от династията на Хасмонеите и втората съпруга на царя на Юдея Ирод Велики, родоначалникът на династията Иродиади.
Тя е дъщеря на Александра и нейния братовчед Александър. Нейната прабаба е юдейската царица Саломе Александра. Тя е сестра на Аристобул III, който за кратко е първосвещеник на Израил. Мариамна (I) не трябва да се бърка с Мариамна (II), дъщерята на Симон бен Боет, която през 23 пр.н.е. става седмата жена на Ирод Велики.
През 42 пр.н.е. тридесетгодишният Ирод Велики се сгодява за дванадесетгодишната Мариамна.
През 37 пр.н.е. те се женат. След сватдбата Ирод изгонва своята първа съпруга Дорис и техния син Антипатър. Мариамна е през следващите години главната съпруга.
Мариамна ражда на Ирод няколко деца: синовете Александър и Аристобул IV, и дъщерите Салампсио и Кипроас III и още един син, който умира малък.
През 36 пр.н.е. Ирод нарежда екзекуцията на шестнадесегодишния Аристобул, братът на Мариамна, понеже го смята за опасност за трона. По-късно той екзекутира също и нейния дядо Хиркан. Мариамна никога не му прощава това.
През 29 пр.н.е. Мариамна, чрез интригите на Саломе (единствената сестра на Ирод Велики), е екзекутирана от Ирод за вероятна изневяра. След това Ирод изпада в дълбока депресия.
Синовете им са престолонаследници, но през 7 пр.н.е. са екзекутирани по нареждане на баща им.
През 1844 г. Христиан Фридрих Хебел пише драмата Ирод и Мариамна.